# Lasky-DeMille Barn

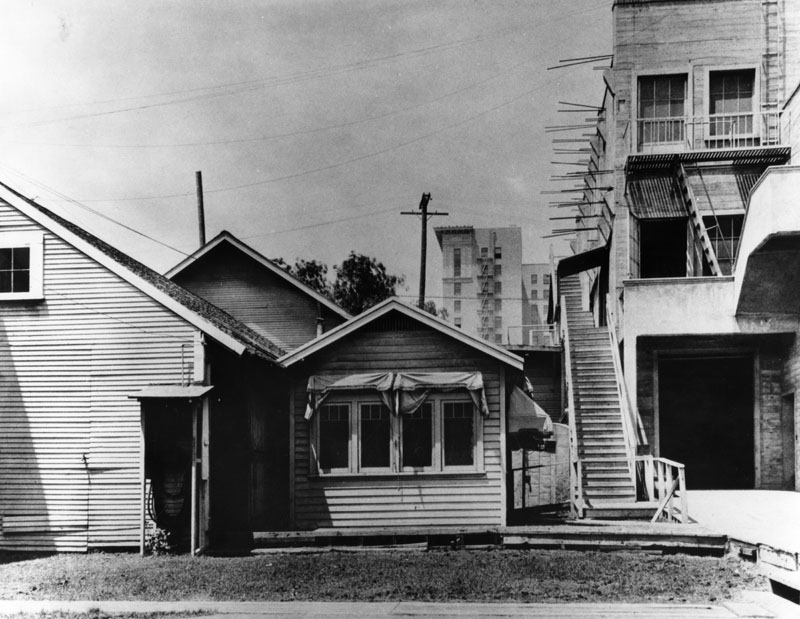
Lasky-DeMille Barn nella sua prima sede ad Hollywood nel 1913.

Il Lasky-DeMille Barn è stato la sede di uno dei primi studi cinematografici di Hollywood ed è un California State Historic Landmark. Oggi ospita l'Hollywood Heritage Museum.

## Storia
L'edificio, in origine un fienile, fu costruito intorno al 1895 ad Hollywood all'angolo sud-est tra la Selma e la Vine Street in un ranch di proprietà di Robert Northam dove venivano coltivati agrumi.
Fu poi venduto nel 1904 a Jacob Stern ed in seguito nel marzo del 1913 divenne la sede degli studi cinematografici Burns and Revier Studio and Laborator costruiti con l'obbiettivo di essere affittati alle allora nascenti case cinematografiche.
Nel dicembre dello stesso anno infatti Cecil B. DeMille assieme a Jesse L. Lasky presero in affitto gli studi e le relative attrezzature per una cifra di 250 dollari al mese e fondarono la Jesse L. Lasky Feature Play Company, la quale nel 1914 realizzerà The Squaw Man il primo Lungometraggio prodotto nell'area di Hollywood.
Nel 1926 l'edificio venne spostato nel lotto degli United Studios dove l'odierna Paramount fu poi costruita e venne impiegato in vari usi. Come un set cinematografico, biblioteca, sala conferenze e palestra della Paramount.
In una cerimonia alla presenza dei suoi fondatori, avvenuta il 27 dicembre 1956, l'edificio venne dichiarato California State Historic Landmark (nº 554) in quanto rappresentante la nascita dell'industria cinematografica di Hollywood.
Nell'ottobre del 1979 venne spostato fuori dal sito della Paramount in un terreno disponibile a Hollywood. Fu poi spostato, dalla Camera di Commercio di Hollywood, nel parcheggio dell'Hollywood Palace theater.